# Andrzej Tkacz
Andrzej Józef Tkacz [výsl. přibližně andřej juzef tkač] (* 20. září 1946 Katovice) je bývalý polský hokejový brankář.  Po skončení aktivní kariéry působil jako hokejový trenér. Jeho syn Wojciech Tkacz reprezentoval Polsko jako hokejový útočník na olympiádě 1992.

## Hráčská kariéra

### Klubová kariéra
V polské lize chytal za tým Polonia Bydgoszcz (1959-1964) a GKS Katowice (1964-1977), v Německu chytal za EV Stuttgart (1978-1979), v Rakousku za VEU Feldkirch (1979-1980) a ve Švýcarsku za Zürcher SC (1980-1981). V polské lize získal v letech 1968 a 1970 mistrovský titul.

### Reprezentační kariéra
Polsko reprezentoval na olympijských hrách v roce 1972 a 1976 a 8 turnajích mistrovství světa v letech 1967, 1969, 1970, 1971, 1974, 1975, 1976 a 1977, celkem nastoupil ve 145 reprezentačních utkáních.